# كالاتوراو
بلدية قلعة تُراب أو (نقحرة: كالاتوراو) (بالإسبانية: Calatorao) هي بلدية تقع في مقاطعة سرقسطة التابعة لمنطقة أرغون شمال شرق إسبانيا.

## الديموغرافيا
بلغ عدد سكان بلدية قلعة تُراب 3.054 نسمة عام 2011 (وفقاً للمعهد الوطني الإسباني للإحصاء).
| 2.692 | 2.722 | 2.926 | 2.994 | 2.972 | 3.072 | 3.054 |